# Вестерхоф, Клеменс
Клеменс Вестерхоф (нидерл. Clemens Westerhof; род. 3 мая 1940, Beek, Гелдерланд) — нидерландский тренер. Известен по работе с национальной сборной Нигерии, с которой выигрывал Кубок африканских наций.

## Карьера тренера

### «Витесс»
Вестерхоф начал свою тренерскую карьеру в молодёжном составе «Витесса». Когда Ян де Баутер, бывший технический директор клуба из Арнема, стал главным тренером в 1975 году, он перевёл Вестерхофа в профессиональный отдел клуба. После того, как у де Баутера возникли проблемы со здоровьем в ноябре и он не мог работать, Вестерхоф принял на себя его обязанности. Де Баутер вернулся к работе в начале 1976 года, но уже в марте того же года он был уволен за неутешительные результаты. Вестерхоф вновь был назначен тренером, но вскоре из-за неудовлетворительные результаты также покинул клуб.

### «Фейеноорд»
Летом 1976 года Вестерхоф перешел в «Фейеноорд», где сначала работал в молодёжном составе клуба. Как тренер молодёжи он получил необходимые дипломы и в 1977 году стал помощником главного тренера Вуядина Бошкова, а после его освобождения несколько недель исполнял обязанности главного тренера. Летом 1978 года новый главный тренер Вацлав Ежек сделал Вестерхофа первым помощником. В этом же году Клеменс стал одним из первых видеоаналитиком в голландском профессиональном футболе, когда ему Ежек приказывал записывать игры сборной на видео, чтобы иметь возможность посмотреть на них позже, вопреки очевидным ошибкам в игре.
В 1980 году Вестерхоф окончательно стал соруководителем тренером команды вместе с Ежеком. Он выполнял роль исполняющего обязанности, когда чехословак лечился в своей родной стране. Получив свой A-диплом, он открыто обратился к председателю роттердамской команды с желанием стать преемником Ежека в команде. Однако ему пришлось забрать слова, когда оказалось, что Вацлав подписал контракт с клубом ещё на год. После того, как Ежек был неактивным в мае 1981 года, Вестерхоф выступал как исполняющим обязанности в течение нескольких недель. В декабре 1981 года «Фейеноорд» объявил, что они не будут продлевать контракт с Вестерхофом.

### МВВ и возвращение в «Витесс»
В декабре 1982 года Вестерхоф пошел работать в МВВ Маастрихт, где был назначен в качестве главного тренера. Он закончил сезон на четвёртом месте в Первом дивизионе Нидерландов. Через год он стал чемпионом данного первенства и вывел команду в элитный дивизион.
В конце сезона он вернулся в «Витесс».

### Допинг-скандал
В январе 1985 года Вестерхоф дал интервью «Elf Football», в котором утверждал, что игроки «Фейеноорда» в своё время в клубе получили допинг. Этот допинг, вероятно, эфедрин, добавлял смотритель Герард Мейер в напиток во время матча против АЗ. Это было сделано без ведома врача клуба и Вестерхофа, который в то время был тренером команды. Администрирование допинга было сделано по совету тогдашнего технического менеджера Петера Стефана. Вестерхоф представил бывших игроков Ришарда Бюддинга и Карела Бауэнса в качестве свидетелей. В дополнение к этому обвинению, он также обвинил Йохана Нескенса в применении допинга во время матча национальной сборной Нидерландов против Бельгии в 1981 году.
Заявления Вестерхофа были широко освещены в прессе. Несмотря на показания Бюддинга и Бауэнса, оба в то время все ещё работали в профессиональном футболе, бывший капитан Бен Вейнстекерс опроверг использования допинга в роттердамском клубе. Мейер и Стефан также опровергли инцидент. Стефан угрожал даже иском против Вестерхофа, но отклонил его после того, как дисциплинарный комитет KNVB решил это дело. После расследования дисциплинарной комиссии только Вестерхофу были предъявлены обвинения в дискредитации спорта.
В мае 1985 года было проведено два публичных слушания дисциплинарного комитета, где кроме Вестерхофа, также были заслушаны Петер Стефан, Герард Мейер, Стэнли Брард и Рене Ноттен. 21 мая 1985 Вестерхоф был дисквалифицирован на срок в 6 месяцев. Хотя «Витесс» сначала поддержал своего тренера, но 19 июня того же года Вестерхоф был освобождён. Официальное объяснение состояло в том, что между Вестерхофом и игроками сложились плохие взаимоотношения. Для клуба оказалось сложно найти спонсоров, пока Вестерхоф был во главе его команды. Освобождение превратилось в арбитражное дело.
25 июня в апелляционном производстве, дисквалификация Вестерхофа была отменена, поскольку невозможно доказать, что он нанес ущерб профессиональному футболу. Однако Клеменс получил штраф в размере тысячи гульденов за его заявления о Нескенсе и о контроле над допингом вообще. Он все же потерял работу тренера «Витесса» и больше не работал нигде в Нидерландах и был забыт в конце 80-х годов. В 1988 году он стал тренером команды четвёртого дивизиона «Вестерворт».

### Сборная Нигерии
10 июля 1989 года Вестерхоф вернулся в центр внимания, когда он был неожиданно назначен тренером сборной Нигерии. По словам Вестерхофа, когда на сборы в Лагосе он позвал легионеров, то на первую тренировку собрались 30 тысяч зрителей и всего 4 игрока.
После того, как он не смог квалифицировать команду на чемпионат мира 1990 года, проиграв в последнем матче отбора Камеруну, ему было дано время для реформирования команды. В 1990 году Нигерия достигла финала Кубка Африки, где они проиграли 0:1 хозяевам из Алжира. А на следующем континентальном чемпионате сборная Вестерхофа заняла третье место, проиграв Гане в полуфинале.
В 1994 году Нигерия выиграла Кубок африканских наций в Тунисе, победив в финале Замбию со счетом 2:1. Накануне этого сборная Нигерия впервые в истории квалифицировалась на чемпионат мира. Нигерия выступала в группе D с Аргентиной, Болгарией и Грецией. Несмотря на поражение 1:2 от Аргентины, победы над Болгарией и Грецией позволили «супер орлам» закончить групповой раунд на первом месте, оформив выход в плей-офф. Там сборная Вестерхофа столкнулась с Италией. Гол в первой половине матча от Эммануэля Амунеке вывел африканцев вперед, но Роберто Баджо сравнял счет за 2 минуты до финального свистка. Впоследствии в дополнительном тайме Баджо забил ещё раз с пенальти и помог итальянцам пройти дальше.
Вестерхоф утверждал, что в конце матча с Италией, ещё при счёте 0:1, требовал от игроков как можно скорее выбить мяч в аут, но те постоянно шли в обводку и всячески пытались убедить его в том, что ситуация находится под контролем и игра почти сделана. Это, по словам тренера, и привело к тому, что нигерийцы пропустили мяч в конце матча и проиграли в овертайме.
Несмотря на поражение, кампания сборной Нигерии считалась огромным успехом, Вестерхоф и игроки были признаны героями после возвращения в Нигерию. Тем не менее, по окончании турнира Вестерхоф покинул сборную. Его хвалят за развитие африканского футбола и нигерийского футбола в частности. Он стоял у истоков золотого периода нигерийского футбола, с такими игроками, как Джей-Джей Окоча, Сандей Олисе, Нванкво Кану, Финиди Джордж, Даниэль Амокачи и другими, которые все имели успешную карьеру в европейских клубах.

### Дальнейшая карьера
В 1998 году Вестерхоф стал тренером сборной Зимбабве, но там он не смог повторить подобный успех с Нигерией и в 2000 году был уволен. В том же году он жаловался на Южноафриканскую футбольную ассоциацию, поскольку, несмотря на предварительную договоренность, он не был назначен тренером сборной ЮАР, а на эту должность взяли Карлуша Кейроша. Спор был урегулирован во внесудебном порядке и Вестерхоф получил компенсацию в размере 1 млн южноафриканских рэнд.
После этого голландец тренировал «Мамелоди Сандаунз» в Южной Африке и «Дайнамоз» в Зимбабве. В Зимбабве он женился на фотомодели Тандай Кайтек. Этот брак закончился неудачей, и в 2002 году после развода, широко освещался в прессе. Кайтек обвинила Клеменса в инфицировании ВИЧ, а также в том, что её бывший муж не заплатил «ни одного цента» в поддержку своей дочерb. В дальнейшем Вестерхоф на некоторое время исчез. В конце концов он был отслежен «De Telegraaf» в середине 2002 года.
В 2003 году он стал техническим директором зимбабвийского клуба «Спортинг Лайонз» с Хараре. Через год был назначен главным тренером футбольного клуба «Буш Бакс». В марте 2004 года неутешительные результаты был уволен.
Он вернулся в Нигерию, где основал футбольную школу в Илорине. В 2005 году его пригласили снова стать тренером сборной Нигерии, но он отказался. В 2014 году вернулся в Арнем.

## Достижения
- Обладатель Кубка африканских наций: 1994
- Финалист Кубка африканских наций: 1990
- Бронзовый призёр Кубка африканских наций: 1992